# TV 풀스
TV 풀스(폴란드어: Telewizja Puls)는 폴란드의 텔레비전 방송국이다.